# Sveta Genovefa (pripovedka)
Sveta Genovefa (tudi Genovefa Brabantska, domnevno iz 8. stoletja) je junakinja srednjeveške legende, ki se je razširjala v obliki sage, romance, ljudske drame in ljudske knjige.

## Vsebina pripovedke
Pripovedka se dogaja v 8. stoletju. Španija je napadla Trier, ki je v tistem času spadal pod Francijo. Francoski kralj Karel je na pomoč poklical vse kneze in grofe, zato je moral v vojno tudi grof Siegfried (Zmagomir). Medtem je njegov namestnik Golo doma dvoril grofovi ženi Genovefi, hčerki brabantskega vojvode. Ker ga je zavrnila, jo je obtožil prešuštva s kuharjem Dragonom in jo obsodil na ječo. Genovefa je v ječi rodila sina Boleslava. Dva meseca po porodu je Golo obvestil grofa o neljubem dogodku rekoč, da je otrokov oče kuhar. Grof je ukazal umoriti Dragona, Genovefo pa zapreti. Grof se je vrnil z vojne in ker je Gola skrbelo, da bo grof izvedel resnico, se je odločil za umor grofice. Poslal je dva služabnika, da jo skupaj z otrokom odpeljeta v gozd in oba ubijeta, vendar sta ji prizanesla in jo izpustila. Genovefa se je zatekla v jamo, kjer je ostala sedem let.
Medtem je grof močno žaloval za grofico. Ko je šel nekega dne v njeno sobo, je našel pismo, ki mu ga je napisala v ječi. Spoznal je, da je bila Genovefa ves čas nedolžna, kar mu je priznala tudi čarovnica. Nekega dne je v gozdu sledil košuti, ki ga je pripeljala do Genovefe. Grof je bil presrečen, da je našel svojo ljubo ženo in otroka, in vsi skupaj so se vrnili v grad. Grof je Gola kruto kaznoval: voli so ga raztrgali do smrti.
Njihova sreča ni trajala dolgo. Genovefa je kmalu zbolela in umrla in grof je ostal sam z otrokom. Bil je zelo žalosten, ves čas ga je pekla vest, ker je bil krivičen do žene. Ob obisku jame, kjer je živela Genovefa, je sklenil, da bo tudi sam preživel preostanek življenja v jami. V spomin ženi je dal poleg jame zgraditi romarsko cerkev. Oba s sinom sta tam živela do konca svojih dni.
Pozor: popularna junakinja Genovefa Brabantska ni identična pravi svetnici Genovefi iz Pariza (Sveta Genovefa iz Pariza).     

## Variante
Genovefina zgodba se pojavlja v skandinavskih baladah Ravengaard og Memering, ki obstajajo v več variantah. Zgodba govori o Gunildi, ženi Henryja Duka. Ko je šel Henry Duke v vojno, je pustil ženo Ravengaardu, ki jo je obtožil nezvestobe. Gunilda je bila s pomočjo zagovornika Memeringa oproščena krivde. Škotska balada Sir Aldingar je verzija iste zgodbe. Motiv nedolžne žene se pojavi še v sagi o Karlu Velikem, v angleški romanci Sir Triamour, v nemškem delu Historie von der geduldigen Königin Crescentia idr. Genovefi so podobne glavne osebe slovenskih ženskih svetniških zgodb: Hirlanda, Hildegarda, Grizelda.
Genovefino zgodbo je populariziralo delo L'Innocence reconnue, ou vie de Sainte Genevieve de Brabant patra Renéja de Cerisiersa (1603-1662). V 19. stoletju je bila pogosto vsebina dramskih predstav v Nemčiji, npr. igra Genoveva Friedricha Hebbla. Leta 1866 je Mathilde Wesendonck objavila tragedijo Genovefa v treh dejanjih, Jacques Offenbach pa je napisal opereto z enakim naslovom. 
Motivi iz pripovedke so se pojavili tudi v prozi. V Proustovem Combrayu je lik Gola, ki jezdi proti Genovefinem gradu. Leta 2002 je Günter Ruch objavil roman z naslovom Genovefa.

## Genovefa v slovenščini
Legenda o Genovefi je doživela več prevodov in ponatisov v slovenščini:
- Ena lepa lubesniva inu brania vredna historia od te po nadoushnu ven isgnane svete grafnie Genofefe is tega mesta Pfalz: je is nemshkiga na krajnski jesik preobernena. V Krainju: per Ignaz Kremshari, 1800. (COBISS)
- Ena lepa lubesniva inu branja vredna hiştoria od te po nadolshnu von isgnane svete grafine Genovefe is tega mejsta Pfalz: Je is nemshkiga na slovenski jesik preobernena. V' Zelli: Per Joshephu od Bacho ..., 1818. (COBISS)
- Christoph von Schmid. Genovefa: povést is starih zhasov sa vse dôbre ljudí, slasti pa sa matere in otrôke / is pisem gospóda Krishtofa Shmida ; poslovénil F. M.. V Ljubljani: J. Blasnik, 1841. (COBISS)
- Christoph von Schmid. Genovefa. Povést is starih zhasov sa vse dobre ljudi slasti pa sa matere in otróke. Poslovénil F[ran] M[alavašič]. 2.natis. V Ljubljani: J. Blasnik, 1847. (COBISS)
- Christoph von Schmid. Şveta grofinja Genofefa. Mizhna in ganljiva perpovest. Ljubljana: J. Giontini, 1857.
- Sveta grofinja Genovefa: Mična in ganljiva pripovest. V Ljubljani: J. Giontini, 1875 (COBISS)
- Christoph von Schmid, Franc Malavašič. Genovefa: Povest iz starih časov za vse dobre ljudi, zlasti pa za matere in otroke iz pisem Krištofa Šmida poslovenil F. M. V Ljubljani: J. Blaznikovi nasledniki, 1879. (COBISS)
- Sveta grofinja Genovefa. Mična in ganljiva povedka. 5. natis. V Ljubljani: J. Giontini, 1882. (COBISS)
- Sveta grofinja Genovefa. Mična in ganljiva povedka. 6. natis. V Ljubljani: J. Giontini, 1884.
- Sveta grofinja Genovefa. Mična in ginljiva povedka. 7. natis. V Ljubljani: J. Giontini, 1887. (COBISS)
- Sveta grofinja Genovefa: Mična in ganljiva povedka. V Ljubljani: J. Giontini, 1901. (COBISS)
- Sveta grofinja Genovefa: Mična in ganljiva pripovedka. V Ljubljani: J. Giontini, 1907. (COBISS)
- Christoph von Schmid. Sv. Genovefa. V Ljubljani: A. Turk, 1918. (COBISS)
- Christoph von Schmid, Silvester Košutnik. Sv. Genovefa, po Krištofu Šmidu poslovenil Silvester K. V Ljubljani: A. Turk, 1925. (COBISS)